# 미나미이누카이촌
미나미이누카이촌(南犬飼村)은 도치기현의 중서부, 시모쓰가군에 속했던 촌이다.

## 역사
- 1889년 4월 1일 - 정촌제 시행에 의해 시모쓰가군 미나미이누카이촌이 성립하였다.
- 1955년 7월 28일 - 미부정에 편입되어 소멸하였다.

## 교통

### 철도
- 도부 철도
  - 우쓰노미야선